# Polistes fuscatus
Polistes fuscatus (лат.) — вид общественных бумажных ос рода Polistes из семейства Vespidae. Широко распространён на востоке Северной Америки, от юга Канады до юга США. Длина особей колеблется между 15 и 21 мм. Оса часто гнездится вблизи человеческих построек, однако предпочитает места, где древесина легко доступна для использования в качестве материала для бумажных гнёзд, поэтому их также можно встретить в лесах и саваннах. P. fuscatus — социальная оса, которая является частью сложного общества, основанного вокруг одной доминирующей самки-основательницы вместе с другими основательницами и иерархией доминирования.
Жизненный цикл длится около года. Ранней весной выходящая из диапаузы новая оса-основательница образует новую колонию, строя зонтикообразное гнездо из бумажного материала, подвешенное на одной ножке-стебельке. Основательница откладывает яйца в отдельные ячейки. Осенью спарившиеся основательницы впадают в зимнюю спячку, а старые основательницы, рабочие (бесплодные самки) и самцы погибают. Самка обладает ядовитым жалом. Осы являются хищниками; для развития своего выводка они ловят гусениц, мух, муравьёв, термитов, пчёл и других насекомых и пауков. Потребности в углеводах они восполняют за счёт нектара, растительных соков и фруктов.

## Описание
Длина P. fuscatus колеблется между 15 и 21 мм. Длина переднего крыла колеблется между 11,5 и 17,0 мм; в среднем, длина переднего крыла самцов превышает 13,0 мм, самок — превышает 11 мм. И самцы, и самки имеют довольно стройное тело с талией, соединяющей грудь с брюшком. Самка обладает ядовитым жалом. Боль от её жала обычно сравнивают с уколом большой иглой, как при нанесении татуировки. Как и окраска, длина также может варьироваться в зависимости от сезона появления.
Физические характеристики P. fuscatus в значительной степени зависят от географического положения места обитания. На территории Соединённых Штатов три направления окраски представляют различные регионы страны. Самца можно узнать по затемнённым вершинным жгутикам в дополнение к затемнённой дорсальной поверхности вершинных жгутиков, которая характерна для других видов ос. Северные самки, напротив, легко идентифицируются по почернению всего тела, которое может иметь или не иметь отметин других цветов. Многие южные особи P. fuscatus, однако, имеют дополнительные отметки и могут напоминать ос других видов.
Вид обладает значительной изменчивостью в окраске тела. Лицевые и брюшные отметины P. fuscatus весьма разнообразны и включают множество различных узоров, таких как мелкие точки, длинные полосы, пятна на наличнике, жёлтые брюшные точки, верхние полосы на наличнике, а также комбинации окраски края и кончика наличника. Кроме того, у некоторых ос эти лицевые и брюшные узоры не жёлтые, а коричневые и чёрные. Однако эти цвета окраски часто зависят от географического положения осы.

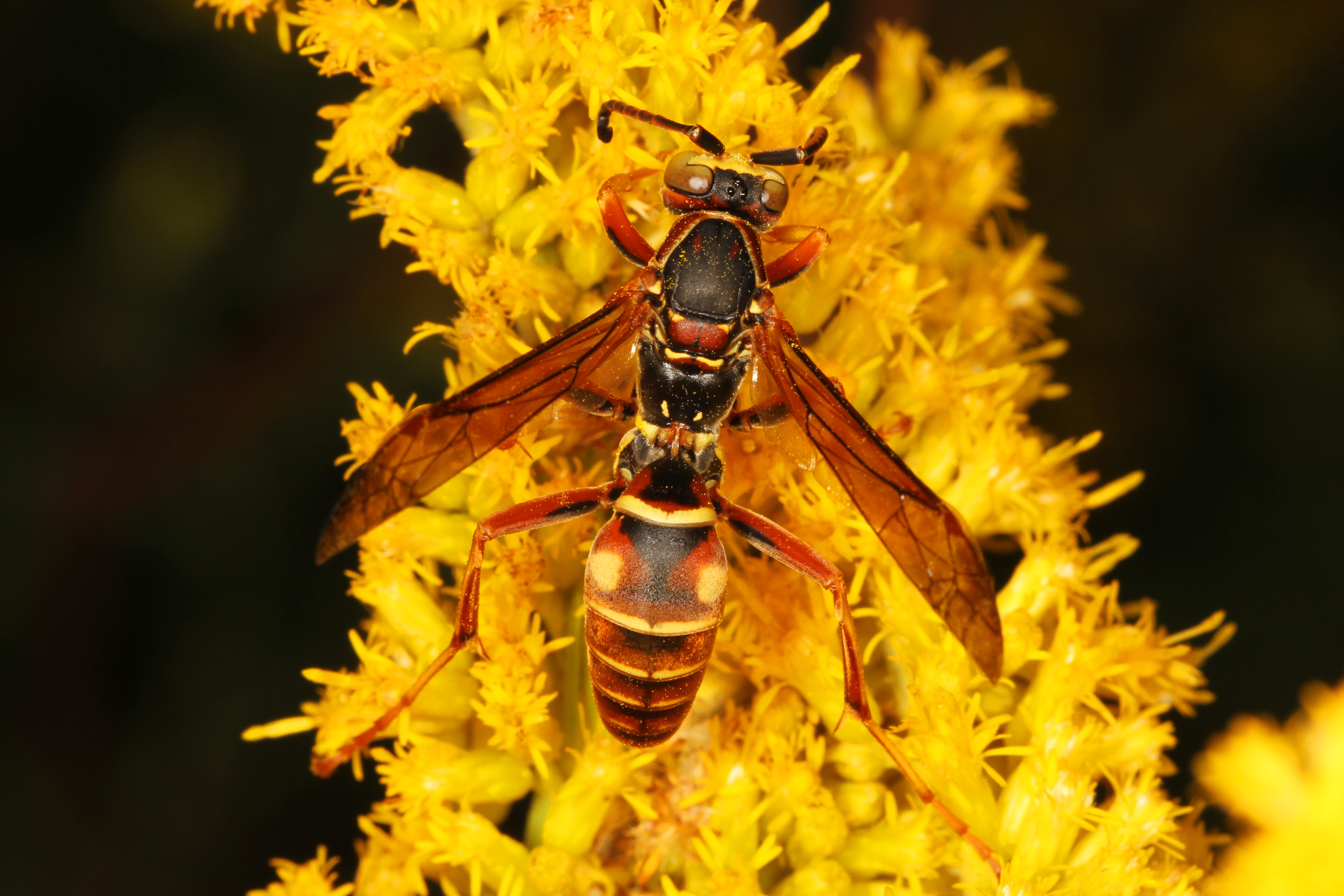
P. fuscatus из Вирджинии с блестящими красными и жёлтыми концентрическими пятнами на брюшке
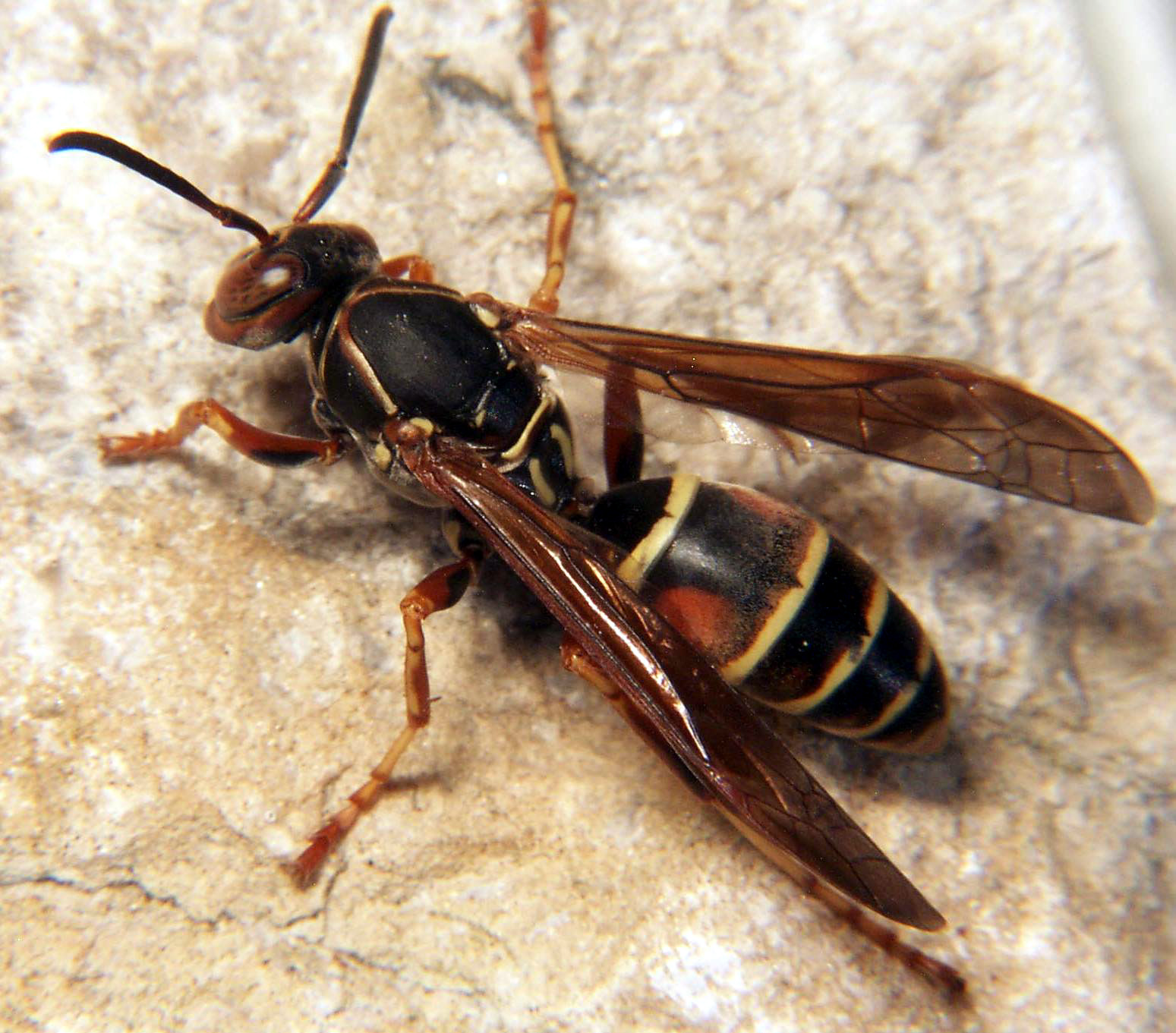
P. fuscatus из Иллинойса с полосатым брюшком и красными брюшными пятнами
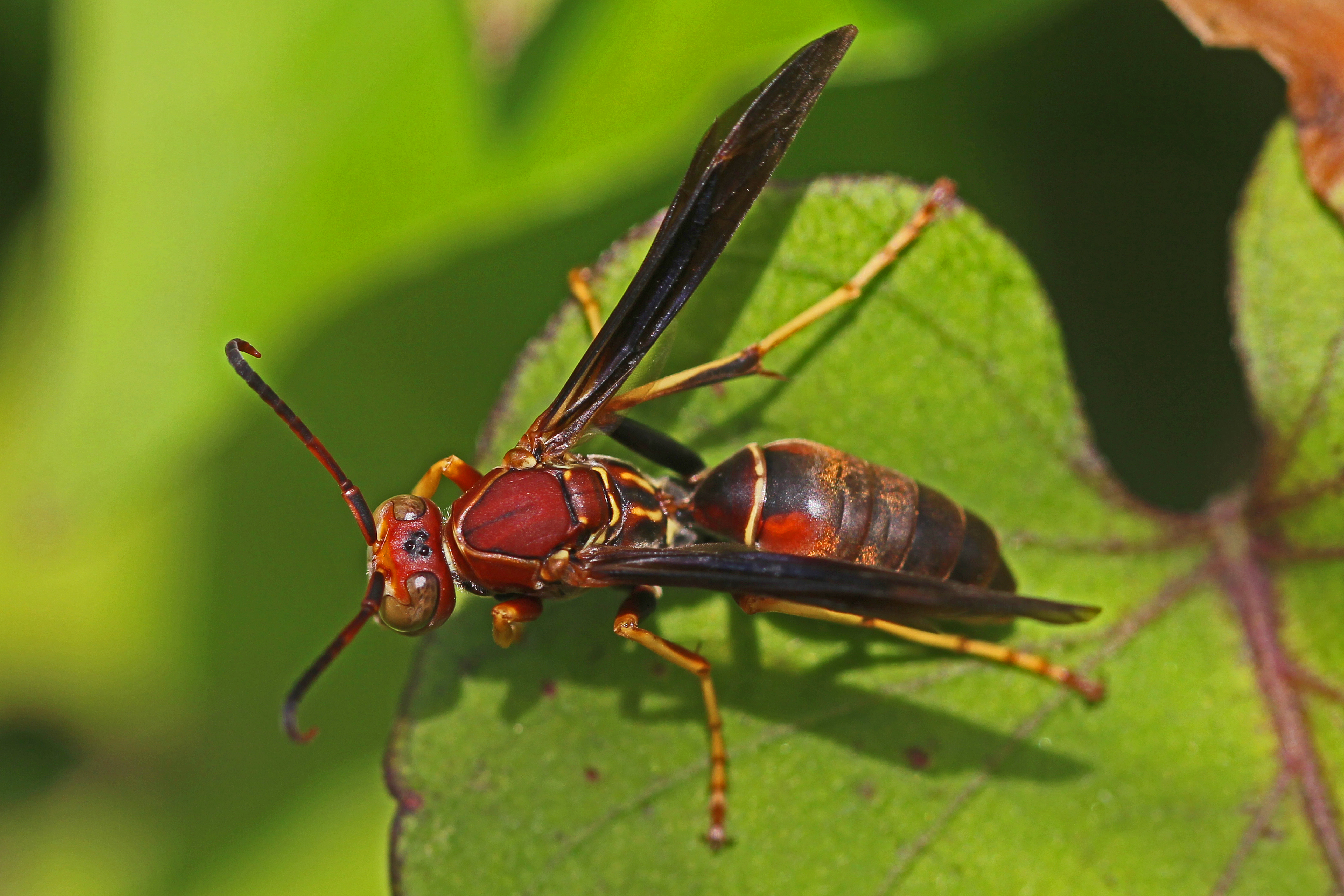
P. fuscatus из Флориды с чёрным сплошным брюшком и красными пятнами
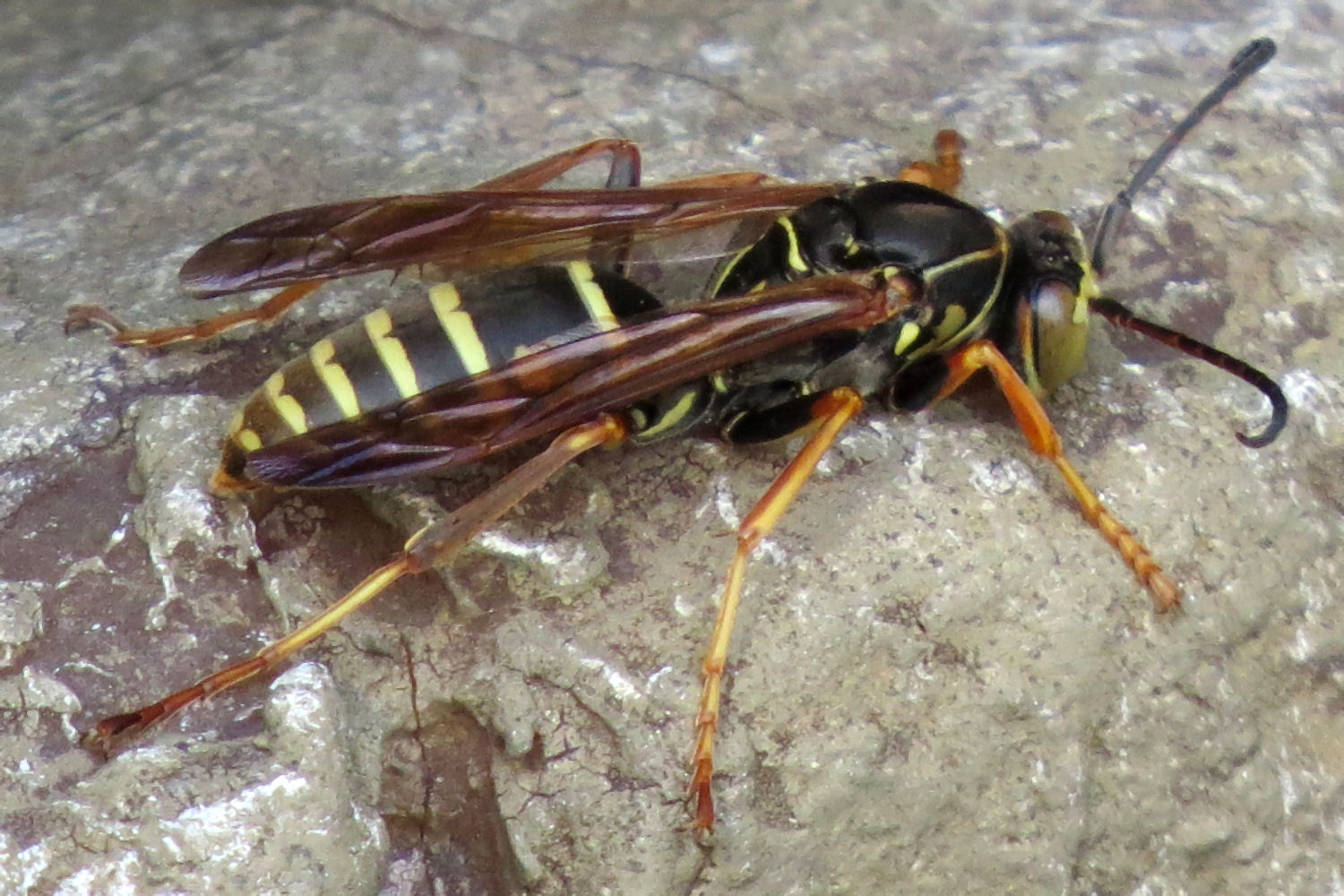
P. fuscatus из Квебека с жёлтыми брюшными пятнами и полосами и без красных отметин
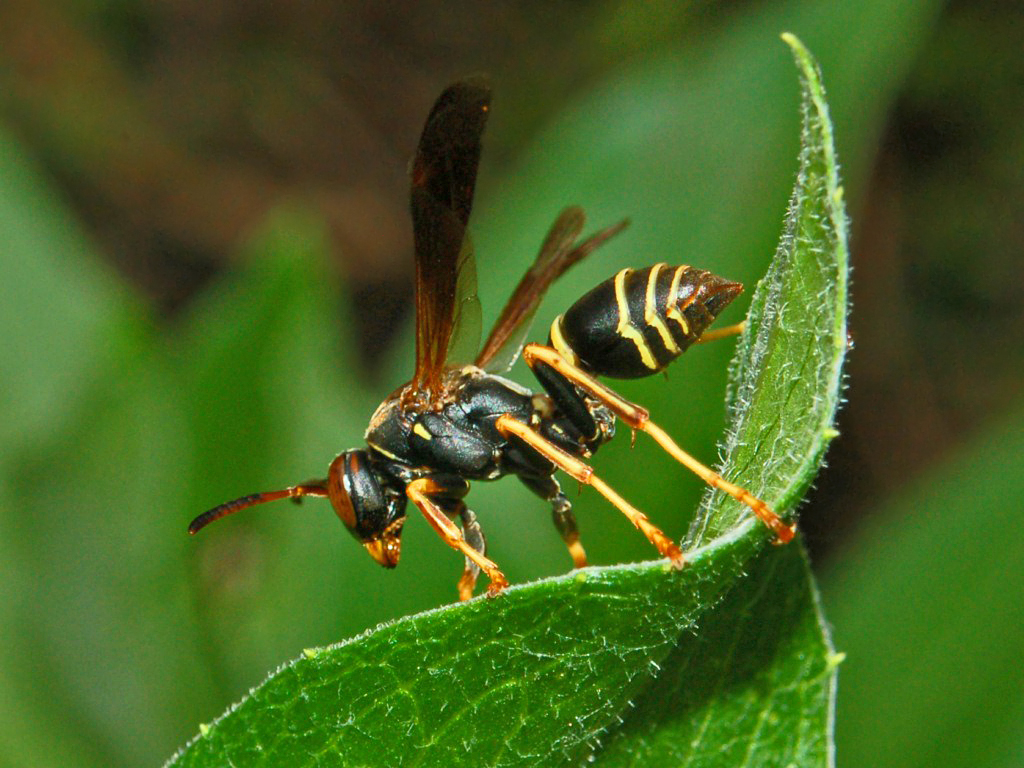
P. fuscatus из Квебека с жёлтыми брюшными полосами, лишёнными пятен и красных отметин

## Распространение и экология
Распространение Polistes fuscatus в восточной части Северной Америки простирается от южной Канады до Соединённых Штатов. Самая северная точка его ареала — Чилкотин в Британской Колумбии, а на юг он доходит до Техаса и Флориды. Хотя P. fuscatus предпочитает лесистые районы из-за легкодоступных ресурсов для строительства гнёзда, его также часто можно увидеть в местах, населённых людьми. Для создания гнёзд используется древесина, поставляемая из мест обитания, которая перетирается с жидкостью, выделяемой ртом, и образует вещество, похожее на целлюлозу.
Другой эусоциальный вид ос, Polistes dominula, был признан угрозой для P. fuscatus. Оса P. dominula вытесняет P. fuscatus на многих участках, где раньше доминировал P. fuscatus. Вероятно, P. dominula вытесняет P. fuscatus в результате косвенной или эксплуатационной конкуренции, что согласуется с тем, что P. dominula значительно продуктивнее P. fuscatus.

## Жизненный цикл
Жизненный цикл длится около года. Ранней весной выходящая из диапаузы новая оса-основательница основывает новую колонию, строя зонтикообразное гнездо из бумажного материала, подвешенное на одном стебле. Основательница откладывает яйца в отдельные ячейки. Первое поколение состоит из бесплодных рабочих самок. В следующем поколении вылупляются несколько фертильных самок, но остальные плодовитые самки признают доминирование одной самки в общем гнезде и воспитывают потомство совместно. Позже, летом, появляются основательницы следующего года, которые спариваются с самцами. Недавно спарившиеся основательницы впадают в зимнюю спячку, а старые основательницы, рабочие (бесплодные самки) и самцы погибают.

## Цикл развития колонии
Стадии развития колонии можно разделить на три этапа, основанных на содержании гнезда: предварительный (зарождение гнезда до появления первой взрослой особи), увеличение (появление первой взрослой особи до начала уменьшения выводка) и стабильный (отсутствие дальнейшего добавления новых ячеек). Общее число ос в колонии может превышать 200.
До начала строительства гнезда самки собираются вместе после спячки в группы, а ранней весной отделяются и создают свои собственные колонии. В это время осы особенно агрессивны, когда другие осы посягают на их территорию; эта агрессия может быть связана с развитием их яичников. Основание колонии может быть как независимым, так и роевым. Независимое основание состоит в основании небольших, простых гнёзд, которые строятся без бумажной оболочки одной или несколькими основательницами с одной или несколькими оплодотворёнными яйцекладками и без рабочих. Роевое основание включает образование больших роёв и основывается несколькими основательницами с большим количеством рабочих. Гнёзда обычно основываются одной основательницей в начале мая, но если к ней присоединяется другая самка, гнездо может быть основано несколькими основательницами. В начале основания гнезда самки проявляют агрессию, чтобы утвердить своё доминирование и определить иерархическое положение; доминирующие самки проявляют оофагию и становятся основательницами.
В начале предварительной стадии в гнезде очень мало яиц. Средняя стадия длится около 48 дней; она включает в себя яйцевую, личиночную и куколочную стадии, а также может зависеть от питания и температуры. Первые яйца откладывают рабочие самки, которые могут заботиться о будущих репродуктивных самках. Яйца самцов и самок откладываются до середины сентября; было показано, что откладка яиц самцов коррелирует с увеличением числа яйцекладок доминантных самок. После вылупления из яиц самцов и самок появляются только взрослые самки, хотя яйца, отложенные после конца июля, уже не развиваются и не достигают взрослого состояния. Основательница исчезает в конце июля, когда снижается как количество отложенных яиц, так и скорость роста гнезда, хотя другие репродуктивные самки могут продолжать откладывать яйца. Численность выводка начинает уменьшаться к концу августа, когда размножение и яйцекладка больше не происходит. После достижения третьего стабильного этапа развития колонии происходит уничтожение выводка, при котором осы начинают проявлять абортивное поведение, либо выбрасывая личинки, либо скармливая их существующим сотоварищам по гнезду; если личинки не были уничтожены, они в конечном итоге выходят в виде аномальных взрослых особей. Завершив уничтожение, взрослые осы покидают гнёзда. Перед спячкой осы собираются в скопления, чтобы спариваться, а затем впадают в спячку до следующего сезона.

## Поведение

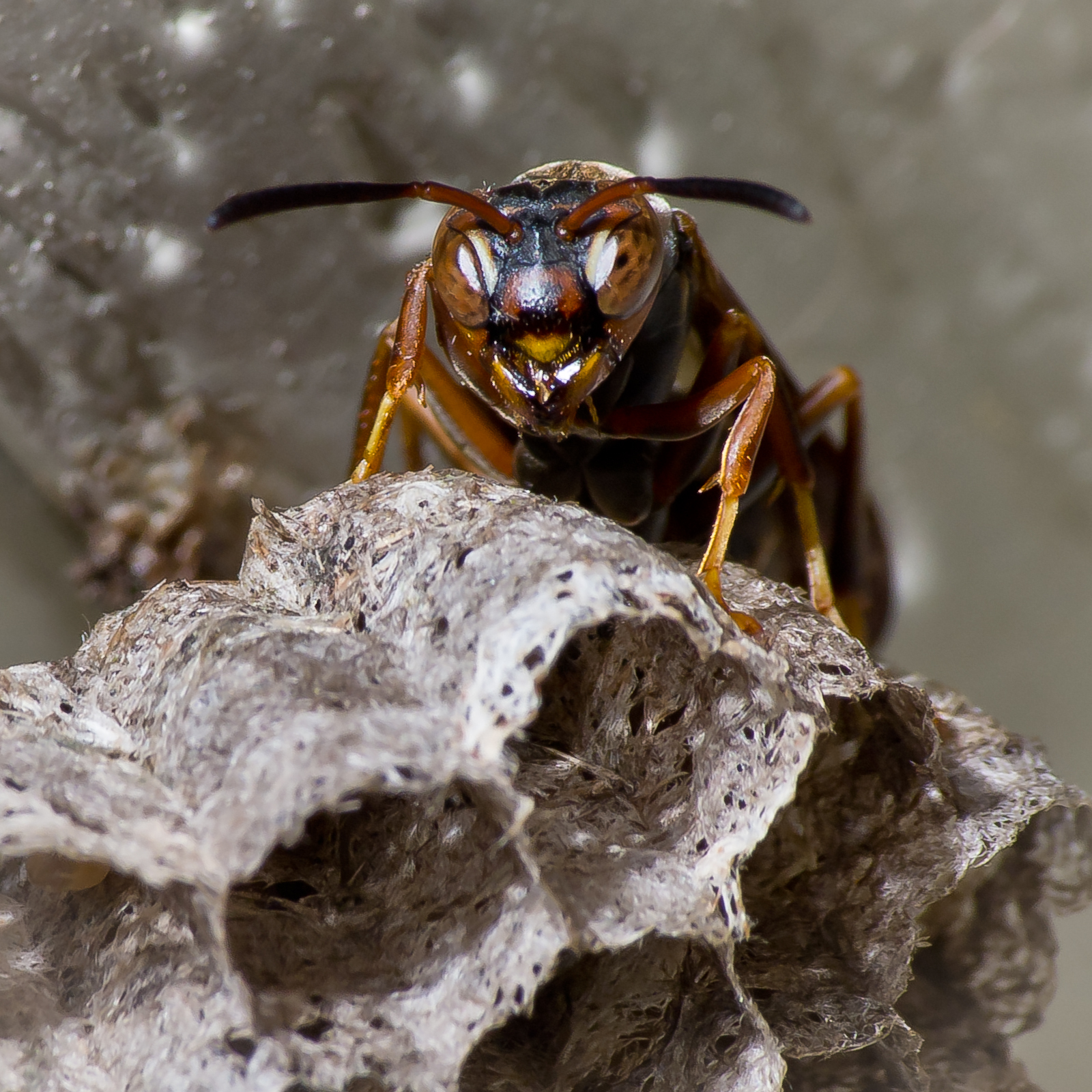
Оса охраняет гнездо

Polistes fuscatus — это эусоциальный организм, имеющий иерархическую социальную систему, обычно сосредоточенную вокруг одной основательницы. Хотя этот вид классифицируется как эусоциальный, его социальная организация не так развита, как у других эусоциальных организмов. Взаимодействия, инициируемые основательницами, можно разделить на две большие категории: просьбы и не-просьбы. Подобные просьбы или призывы включают в себя «получение воды, нектара, мякоти или добычи от вернувшихся ос-фуражиров», в то время как не-просьбы включают в себя «антеннацию, выпады, преследование, хватание и укусы». Основательницы проводят значительно меньше времени вне гнезда по сравнению с рабочими. Вместе с тем, рабочие значительно различаются по времени, проведённому вне гнезда, что коррелирует с кормовыми усилиями. Более доминантные рабочие проводят меньше времени вне гнезда по сравнению с менее доминантными рабочими. У других эусоциальных насекомых, таких как термиты, появились охранные полиморфы в виде касты солдат которые специализируются на защите гнезда. У бумажных ос, напротив, есть только рабочие и основательницы, которые защищают гнездо вместе. Основательница является наиболее агрессивным защитником гнезда, поскольку она имеет наибольшие репродуктивные инвестиции. В некоторых случаях было показано, что Polistes fuscatus делит гнёзда с близкородственным видом Polistes metricus.

### Доминирование
Polistes fuscatus имеет линейную иерархию доминирования, которая вращается вокруг плодовитости каждой отдельной осы; те, кто более доминирует в гнезде, обычно имеют более крупные или более развитые яичники. Иерархия сначала формируется между основательницами, когда они агрессивно борются за доминирование, пока иерархия не установится, и только позже формируется среди рабочих колонии, когда они интегрируются в иерархию. Когда основательница удаляется, вторая по рангу самка занимает место основательницы в качестве основной яйцекладущей самки.
Поза ос очень хорошо показывает, кто из них доминирует, а кто подчиняется. Доминирующая оса обычно сидит выше подчинённой, в то время как подчинённые имеют более низкую позу. Для ос равного ранга нередко бывает так, что они постоянно пытаются подняться выше и начинают агрессивно бороться друг с другом, пока не падают из-за потери опоры. Это часто называют борьбой падений, хотя чаще всего одна оса выступает в роли подчинённой.
Ранг доминирования может также влиять на то, где самки могут находиться в гнезде и на каком расстоянии друг от друга. У P. fuscatus осы, занимающие более высокое положение в рейтинге доминирования, постоянно делают броски-наскоки на других ос, занимающих более низкие позиции, так что другие осы не садятся рядом с осой, занимающей более высокое положение.

### Распознавание чужих ос
Члены колонии способны распознать чужих ос по тому, как они приближаются к гнезду, и по их доминантному поведению. Члены колонии приближаются к гнезду быстро и целенаправленно, в то время как осы, не являющиеся частью колонии, парят возле гнезда и не показывают определённого направления. Часто они парят возле гнезда, не приземляясь. Заметив их, члены колонии начинают вести себя агрессивно и предупреждают других о возможном вторжении. Нерезидентные осы часто изгоняются из гнезда в течение первых пяти минут после появления.
Иногда, однако, осы-резиденты могут принять других ос-резидентов за ос-нерезидентов. Это происходит, когда ошибочно принятая оса только что вернулась с кормёжки и слишком полна, чтобы набрать скорость, необходимую для полёта к гнезду, как если бы она была резидентом гнезда. Иногда, чтобы набрать необходимую скорость, оса пытается приблизиться к гнезду несколько раз. Отношения доминирования также позволяют особям распознавать товарищей по гнезду, поскольку каждая оса имеет определённый ранг; когда прилетает чужак, не имеющий ранга доминирования, он воспринимается как незнакомый. Осы, не являющиеся частью колонии, принимаются без агрессии только в том случае, если не было иерархии доминирования или конфликта.

### Индивидуальное распознавание
Способность распознавать особей очень важна для формирования поведенческих взаимодействий между членами разных каст в гнезде P. fuscatus. Она требуется для существования линейной иерархии доминирования, которая облегчает репродуктивное подавление и разделение труда. Способность распознавать особей также помогает определить, как одна оса может обращаться с другой, будь то доминирование или покорность в процессе взаимодействия.
Polistes fuscatus может распознавать отдельных товарищей по гнезду по специфическим лицевым и брюшным отметинам. Одно исследование показало, что если лицевые и брюшные отметины осы были изменены с помощью акриловых красок, то повторное внедрение изменённой особи вызывало повышенную агрессию до тех пор, пока она не была реинтегрирована обратно в колонию (то есть когда она принималась в колонию). Исследование показало, что распознавание было специфическим для особи, поскольку не было связи между специфическими метками и рангом доминирования, а метки использовались исключительно для индивидуального распознавания.
Способность распознавать особей может использоваться для снижения агрессивного взаимодействия между особями с разным рангом доминирования, а также для того, чтобы помочь основательницам определять и регулировать количество ресурсов, которые получает каждая особь в гнезде. Один из механизмов снижения агрессии заключается в том, что члены колонии занимаются социальным подслушиванием, когда они наблюдают за результатом поединка за доминирование и делают вывод о своём относительном положении в иерархии, не вступая в драку напрямую.
Исследователи обнаружили, что когда бумажные осы Polistes fuscatus живут в изоляции, их передний зрительный бугорок, область мозга, отвечающая за обработку визуальных цветов, увеличивается относительно грибовидного тела мозга. Более того, они теряют способность распознавать цветные лица других бумажных ос.

### Защита колонии
В разделении труда по защите колонии большая роль отводится основательнице колонии. Основательницы вступают в контакт и взаимодействуют с чужими осами и вернувшимися товарищами по гнезду чаще, чем другие соплеменники, и первыми вступают в контакт с нарушителями. Хотя этот вывод можно объяснить тем, что основательницы предпочитают находиться у входа в гнездо, было обнаружено, что даже с учётом предпочтительного местоположения основательниц они все равно сталкиваются с чужими осами чаще, чем ожидалось. Кроме того, осы-основательницы гораздо менее терпимы к чужакам и возвращающимся товарищам по сравнению с другими соплеменниками; однако и основательницы, и другие члены колонии становятся менее терпимыми к чужим осам позже в течение колониального цикла.
Осы-основательницы (королевы) могут быть менее терпимы к чужакам по сравнению с другими членами колонии из-за последствий принятия в колонию ос-чужаков. Часто другие самки, присоединяющиеся к колонии, пытаются вытеснить предыдущую основательницу и узурпировать её положение. Если для основательницы такой результат вреден, то на других членов гнезда это не оказывает негативного влияния: они просто остаются в гнезде и служат новой осе-основательнице. Поэтому большая часть защиты колонии возлагается на основательницу.

### Защита колонии от позвоночных хищников
Polistes fuscatus, как и другие социальные насекомые, вкладывает много сил и энергии в свои гнёзда. Гнездо обеспечивает то место, куда члены колонии могут возвращаться, и выступает в качестве центрального места, которое позволяет более эффективно работать в области размножения и кормового поведения. Хотя гнёзда могут обеспечить много преимуществ, они также имеют недостаток в том, что концентрируют все инвестиции в одной области; эта концентрация позволяет позвоночным хищникам иметь возможность уничтожить всё гнездо и, следовательно, уничтожить все инвестиции. Среди позвоночных хищников P. fuscatus — лисы, грызуны и птицы. Исследование Джадда, посвящённое оборонительному поведению колоний бумажной осы, показало, что поведение ос сильно зависит от репродуктивных инвестиций. До появления большого количества взрослых ос они вели себя гораздо агрессивнее; однако, когда в гнезде больше не было выводка и, соответственно, инвестиций, осы скорее «убегали», чем вели себя агрессивно по отношению к позвоночному хищнику.

### Кормовое поведение

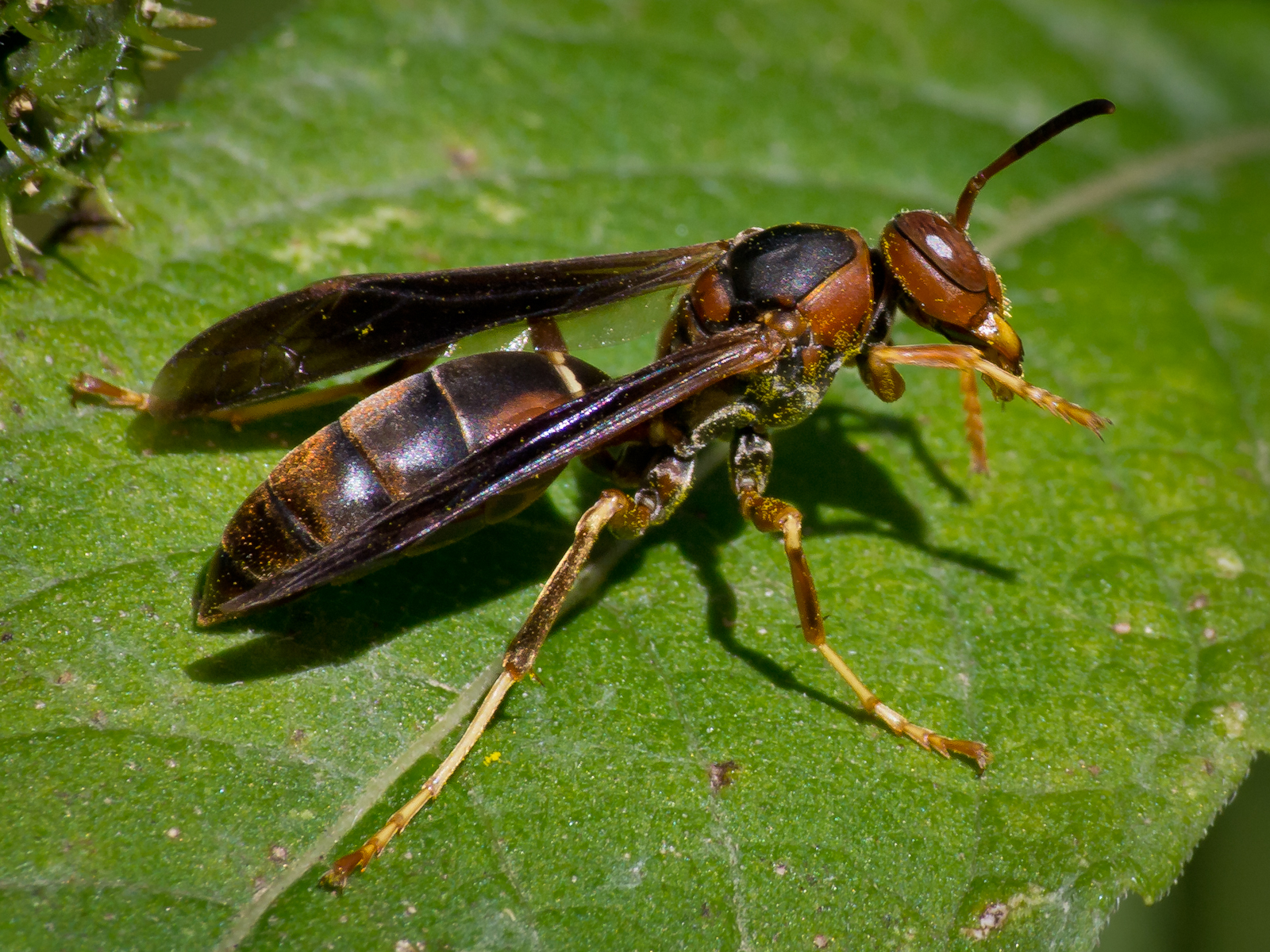
Оса чистит передние ноги

Polistes fuscatus питаются животными белками и углеводами. Они едят гусениц, мух, муравьёв, термитов, пауков, пчёл и других ос. Источником углеводов могут быть нектар, растительные соки и фрукты. Энтомолог Эдвардс в своей работе указал, что социальные осы «собирают воду, растительные волокна и углеводы, а также охотятся на членистоногих или питаются животными белками». Вода используется для следующих процессов: охлаждение, строительство гнезда и обмен веществ; растительные волокна используются для строительства, а углеводы и белки — в качестве пищи и энергии. Вода — жизненно важный ресурс для ос, учитывая её многочисленные возможности, и многие осы отправляются за ней в самые разные места, такие как лужи и пруды, или даже питьевые фонтанчики и краны. Осы могут добывать воду, глотая её и срыгивая после возвращения в гнездо, и могут использовать её для строительства, смешивая с перемолотыми растительными волокнами. Эти растительные волокна собираются с мёртвой древесины. Смешивая растительные волокна с водой, осы получают целлюлозу, которая затем используется для строительства гнезда.
Polistes fuscatus считается универсальным хищником-генералистом, но может выступать и в роли специалиста из-за своей привычки часто возвращаться в определённое место или добывать один и тот же вид. Для развития своего выводка они используют отбросы животного белка как позвоночных, так и членистоногих, таких как: гусеницы, мухи, муравьи, термиты, пауки, пчёлы и другие осы. Социальные осы собирают углеводы из нектара, растительного сока и фруктов и хранят их в гнезде; некоторые осы могут даже воровать или потреблять углеводы у других членистоногих, добывающих углеводы. Хотя кормовая база социальных ос не так развита, как у некоторых других видов членистоногих, учитывая их слабую способность к вербовке, способность сообщать товарищам по гнезду о местонахождении ресурсного опорного пункта, она может оказывать влияние на экосистему в целом.

### Дифференцированное поедание яиц
Откладывание яиц подчинёнными самками и поедание этих яиц доминантными самками ос происходит до двух недель после появления первых яиц. В это время яйцекладущая королева постоянно поедает яйца других самок ос через несколько минут после их откладки; однако ни одна из королев никогда не поедает свои собственные яйца, что указывает на то, что они могут распознать свои собственные яйца. Предполагают, что подчинённые самки не могут откладывать яйца так же быстро, как доминантные, учитывая, что доминантные самки получают больше корма от яиц подчинённых самок, что указывает на то, что оофагия и яйцекладка происходят почти параллельно друг к другу. Предыдущие исследования также показали, что подчинённые самки могут перестать откладывать яйца после общения с самками более высокого ранга через определённое время; вероятно, это связано с необходимостью тратить энергию на кормление и невозможностью вкладывать столько сил в собственные яйца.

## Размножение

### Спаривание
Перед спячкой самцы и самки начинают спариваться; они собираются вместе на освещённых солнцем участках, расположенных относительно выше. Самцы сидят и ждут, пока не обнаружат и не начнут преследовать самок, чтобы спариться. Как только самка будет замечена, в отличие от обычного пассивного самца в гнезде, сексуально активный самец попытается схватить самку и начать поглаживать её по брюшку. Самки будут агрессивно реагировать, пытаясь освободиться. Если самке удастся вырваться, самец осы вернётся на своё место, чтобы снова попытаться совокупиться с другой самкой. Во время копуляции самец демонстрирует несколько движений, таких как поглаживание брюшка, выдавливание гениталий, захват брюшка самки, ритмичные колебания антенн и хватание антенн самки. Антенны и движения антенн важны для копуляции. Некоторые исследования показали, что самки без антенн и самки, не опускающие антенны, не могут копулировать. Было также высказано предположение, что движения усиков помогают копуляции, поскольку способствуют прикреплению гениталий. Кроме того, исследования показали, что самки Polistes fuscatus не имеют предпочтений при спаривании с родственными или неродственными самцами.
Сезон спаривания у Polistes fuscatus приходится на весну и лето, после того как гнездо покинуто. Самки выделяют яд, содержащий половой феромон, который вызывает у самцов копулятивное поведение. Постоянное выделение яда заставляет самцов пытаться совокупиться с самками, когда те не реагируют в гнезде, тем самым прерывая деятельность колонии.

### Яйцекладка
После спаривания самка-основательница откладывает яйца и выращивает первое поколение бесплодных рабочих самок. В дальнейшем в гнезде появляется потомство из самцов и плодовитых самок. Яйца, способные стать осами-основательницами, откладываются летом. Откладывание яиц летом гарантирует, что личинки будут хорошо питаться благодаря экологическим условиям и обилию пищи. Яйца вылупляются до осени, а появившееся потомство впадает в спячку на осень и зиму. Новые основательницы или соосновательницы появляются весной, чтобы заложить новые гнёзда и отложить яйца. После откладки яиц, из которых впоследствии вырастут новые основательницы, старые основательницы погибают вместе со всеми сопровождающими их рабочими особями и самцами. В отличие от других эусоциальных насекомых, таких как настоящие осы, у Polistes fuscatus не было обнаружено преимущественного спаривания со своими братьями и сёстрами или механизмов распознавания братьев и сестёр для помощи в отборе родственников во время размножения. Это их отличает, поскольку существует множество преимуществ инбридинга для гаплодиплоидных организмов.

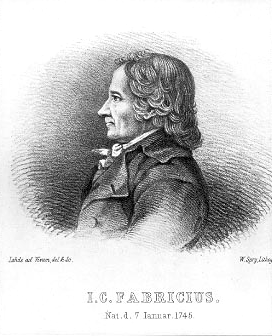
Иоганн Христиан Фабриций описал вид в 1793 году.

## Таксономия и филогения
Вид был впервые описан в 1793 году датским энтомологом Иоганном Христиан Фабрицием (1745—1808). P. fuscatus относится к жалящим стебельчатобрюхим перепончатокрылым насекомым (Apocrita, Hymenoptera) из семейства настоящие осы (Vespidae) и подсемейства полистины, второго по величине подсемейства веспид, в котором все осы — социальные. Polistinae включает в себя четыре трибы (в том числе Polistini, Epiponini, Mischocyttarini и Ropalidiini), для которых характерны два основных типа поведения: основание колоний и репродуктивное доминирование.
P. fuscatus входит в состав рода Polistes (триба Polistini), который является одной из групп с независимым основанием колоний. Старые таксономические концепции считали P. fuscatus гораздо более широким видом, рассматривая несколько видов, включая P. apachus, P. aurifer, P. bellicosus, P. carolina, P. dorsalis, P. metricus и P. rubiginosus, как вариететы или подвиды одного единственного вида. Исследование, в котором был проведён бутстреп-анализ, показало, что вид P. fuscatus в узком таксономическом объёме является частью американского подрода Fuscopolistes. Помимо P. fuscatus, подрод Fuscopolistes включает отдельные видовые концепции для P. bellicosus, P. apachus, P. aurifer, P. carolina, P. dorsalis и P. metricus — ближайших родственников P. fuscatus.